# Cementerio Militar Alemán de Cuacos de Yuste
El Cementerio Alemán de Cuacos de Yuste es un camposanto militar localizado en las proximidades del Monasterio de Yuste, en el municipio español de Cuacos de Yuste, en la provincia de Cáceres.

## Historia

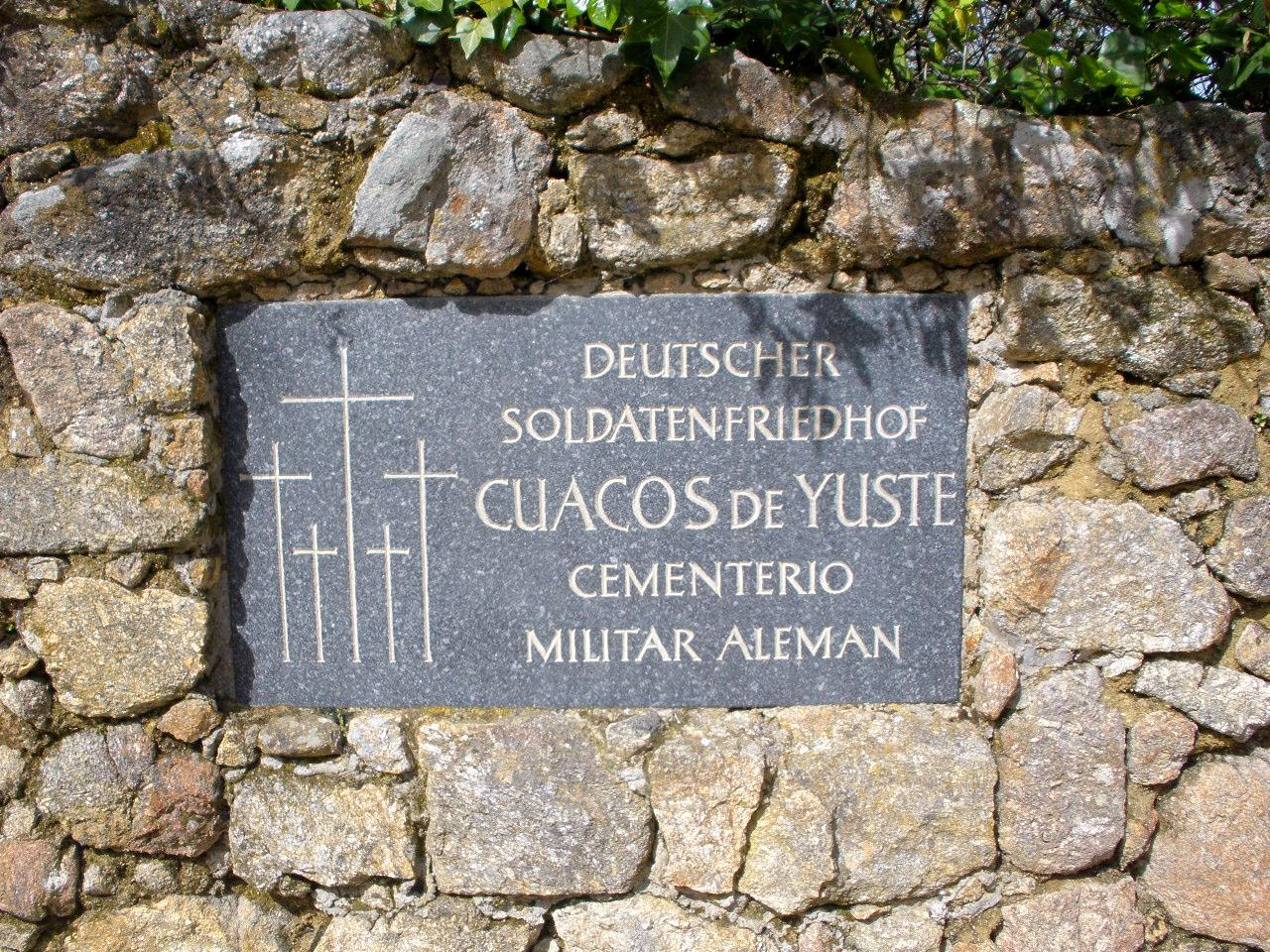
Placa de entrada

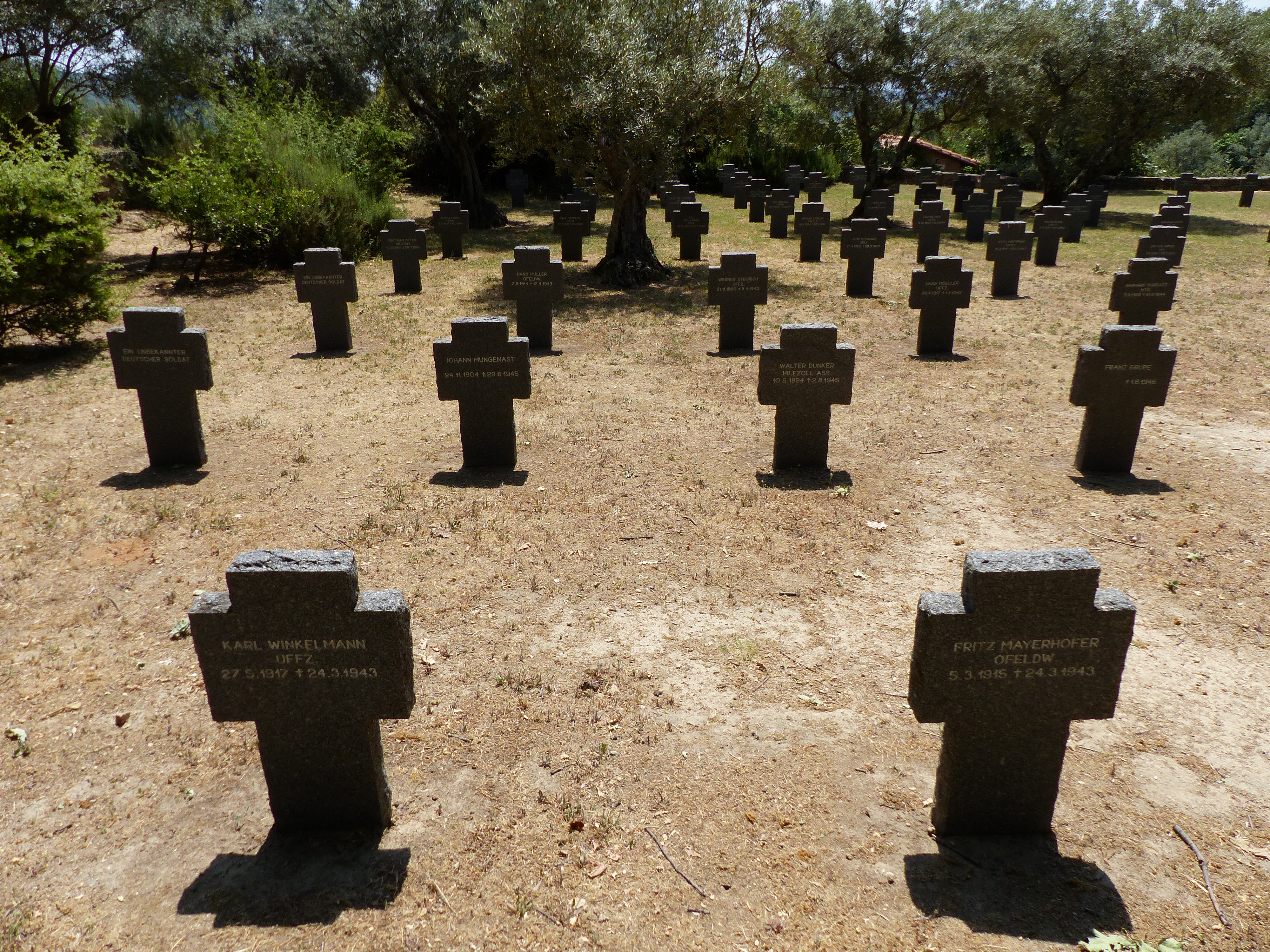
Tumbas en el cementerio

En él están enterrados muchos de los soldados, aviadores y marinos alemanes de la Primera Guerra Mundial y Segunda Guerra Mundial que llegaron a las costas y tierras españolas debido a naufragios o al derribo de sus aviones. El gobierno alemán, a través del Volksbund Deutsche Kriegsgräberfürsorge, organismo encargado de velar por los cementerios de guerra alemanes, decidió reunir en un único lugar los cuerpos de los soldados alemanes repartidos por España. Las obras se iniciaron en 1980 y ese mismo año comienza el traslado de los cuerpos, finalizando la labor en 1983, cuando es inaugurado de forma oficial el 1 de junio, con la asistencia de representantes de la Embajada Alemana, autoridades españolas y familiares llegados desde Alemania.
Todas las sepulturas son iguales y únicamente tienen una cruz en granito oscuro. Como inscripción figura el nombre del soldado, su categoría militar, así como su fecha de nacimiento y muerte.
Destacan los 38 marinos fallecidos en el hundimiento del U-77 frente a las costas de Calpe, los cinco submarinistas pertenecientes al U-966, un tripulante del U-760, otro del U-454, uno del U-447, cinco del U-755, uno del U-955 y uno del U-39 de la I Guerra Mundial, así como numerosos pilotos y tripulantes de la fuerza aérea (Luftwaffe). Igualmente existen 8 lápidas con la inscripción "Ein Unbekannter Deutscher Soldat", dedicadas a los restos de 8 hombres cuya identidad no se conoce. En el cementerio se instaló una placa bilingüe, con la siguiente inscripción en español:

En este cementerio de soldados descansan 26 soldados de la Primera Guerra Mundial y 154 de la Segunda Guerra Mundial. Pertenecieron a tripulaciones de aviones que cayeron sobre España, submarinos y otros navíos de la armada hundidos. Algunos de ellos murieron en hospitales españoles a causa de sus heridas. Sus tumbas estaban repartidas por toda España, allí donde el mar los arrojó a tierra, donde cayeron sus aviones o donde murieron. El Volksbund en los años 1980–1983 los reunió en esta última morada inaugurada en presencia del embajador de la República Federal de Alemania en un acto conmemorativo hispano-alemán el 1 de junio de 1983. Recordad a los muertos con profundo respeto y humildad.